# Dând cu smoală pe vapor
Dând cu smoală pe vapor este o pictură în ulei pe pânză realizată în jurul anului 1873 a pictorului francez Édouard Manet. A fost pictat pe plaja Berck în timpul uneia dintre ședințele obișnuite de vară din Boulogne-sur-Mer. Acesta arată carena unei bărci de pescuit care este dată cu smoală. În pictură a folosit o paletă mai întunecată decât de obicei, tipică lucrărilor sale din acea perioadă, marcată de starea lui de sănătate înrăutățită. Acum se află în posesia Barnes Foundation.